# Douglas (Arizona)
Douglas és una població dels Estats Units a l'estat d'Arizona. Segons el cens del 2008 tenia 20.316 habitants.

## Demografia
Segons el cens del 2000, Douglas tenia 14.312 habitants, 4.526 habitatges, i 3.453 famílies La densitat de població era de 715,8 habitants/km².
Dels 4.526 habitatges en un 42,7% hi vivien nens de menys de 18 anys, en un 49,1% hi vivien parelles casades, en un 22,5% dones solteres, i en un 23,7% no eren unitats familiars. En el 21,2% dels habitatges hi vivien persones soles l'11,2% de les quals corresponia a persones de 65 anys o més que vivien soles. El nombre mitjà de persones vivint en cada habitatge era de 3,07 i el nombre mitjà de persones que vivien en cada família era de 3,59.
Per edats la població es repartia de la següent manera: un 33,5% tenia menys de 18 anys, un 9,7% entre 18 i 24, un 25% entre 25 i 44, un 18,6% de 45 a 60 i un 13,1% 65 anys o més.
L'edat mediana era de 30 anys. Per cada 100 dones de 18 o més anys hi havia 89,1 homes.
La renda mediana per habitatge era de 20.567 $ i la renda mediana per família de 22.425 $. Els homes tenien una renda mediana de 25.320 $ mentre que les dones 18.447 $. La renda per capita de la població era de 10.232 $. Aproximadament el 32,1% de les famílies i el 36,6% de la població estaven per davall del llindar de pobresa.

## Poblacions més properes
El següent diagrama mostra les poblacions més properes.